# Francia Polinézia
Francia Polinézia Franciaország tengerentúli területe, amely a Csendes-óceánban található öt földrajzi szigetcsoportot foglal magában.
Fejlődésének fő ága továbbra is a turizmus, amely Polinézia kivételes természeti és kulturális örökségén alapul.
Legismertebb szigete Tahiti, ahol a terület fővárosa, Papeete is található.

## Története

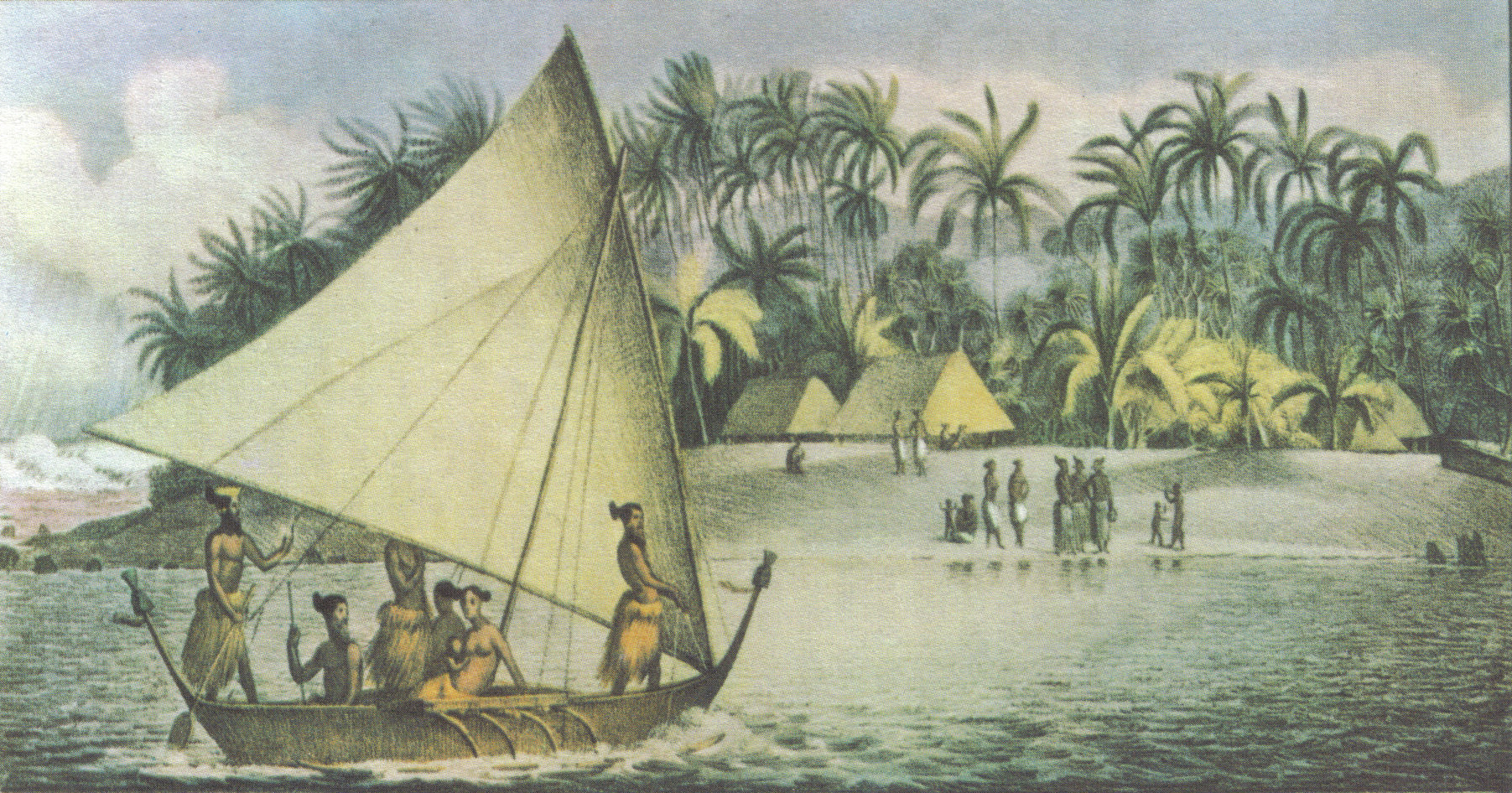
Tikehau, ahogy Louis Choris látta 1816-ban

A Francia Polinéziát alkotó szigetcsoportok hivatalosan csak a francia protektorátus megalapítása után egyesültek 1889-ben. A szigetek közül a polinézek a Marquises-szigeteket hódították meg először i.sz. 300 körül, majd később, 800 körül a Társaság-szigeteket is. A polinézek laza törzsi szerveződésben éltek.
Az európaiakkal való kommunikáció 1521-ben kezdődött, amikor Ferdinand Magellan, a portugál hajós felfedező először pillantotta meg a mostani Tuamotu-Gambier-szigetekhez tartozó Pukapuka szigetet. 1722-ben a holland Jakob Roggeveen jutott el először Bora Bora szigetére Európából, 1767-ben pedig a brit Samuel Wallis Tahitire jutott el. Egy évvel később Louis Antoine de Bougainville francia felfedező, majd még egy évvel később a híres James Cook kapitány is kikötött Tahitinél. A keresztény hittérítés spanyol papokkal kezdődött, akik 1774-től jelentek meg Tahitin. A protestánsok jelenléte 1797-től folyamatos a térségben.

A Társaság-szigetek királyságai

II. Pomare, Tahiti királya 1803-ban menekülésre kényszerült Moorea szigetre. Családjával együtt 1812-ben erőszakosan átkeresztelték protestáns vallásra. 1834-ben francia hittérítők érkeztek a szigetekre. Mivel a helyiek nem nézték jó szemmel a misszionáriusokat 1836-ban Franciaország hadihajót küldött a régióba. 1842-ben Tahiti és Tahuata francia protektorátus alá került, hogy a katolikus hittérítők zavartalanul dolgozhassanak. A fővárost, Papeetét 1843-ban alapították. 1880-ban Franciaország magához csatolta Tahitit, így a protektorátusi cím helyett a Francia gyarmati birodalom részévé vált.
Az 1880-as években Franciaország igényt tartott a Tuamotu-szigetekre, amely korábban a Pomare-dinasztiához tartozott, bár formálisan nem csatolta magához. Továbbá a franciák Tahuata szigetet 1842-ben protektorátusba vették és az egész Marquises-szigetekre úgy tekintettek, hogy az Franciaország része. 1885-ben Franciaország kinevezett egy kormányzót és létrehozott egy általános tanácsot, amellyel létrejött egy igazi gyarmati kormányzás. 1888-ban Rimatara és Rurutu szigeteket a briteknek nem sikerült lobbizás révén protektorátus alá vonni, így egy évvel később a Franciák ezeket is magukhoz csatolták. 1892-ben adták ki az első helyi bélyegeket a tartományban. A tartomány első hivatalos elnevezése az Établissements de l'Océanie (Óceaniai Telepek) volt. 1903-ban az általános tanácsot tanácsadó testületre változtatták és a gyarmat nevét megváltoztatták Établissements Français de l'Océanie (Óceaniai Francia Telepek) kifejezésre.
1940-ben Francia Polinézia kormányzata elismerte a Szabad Francia Erők katonai szervezetét és sok polinéziai szolgált a második világháborúban. Nem tudtak arról sem a franciák, sem a polinézek, hogy a japán Konoe kabinet 1940. szeptember 16-án úgy döntött, hogy több terület mellett Francia Polinéziára is igényt tart. A háború során aztán a japánok képtelenek voltak megszállni a francia szigeteket.
1946-ban a polinézek francia állampolgárságot kaptak és a szigetek hivatalos elnevezése megváltozott tengeren túli területre. 1957-től használatos a Francia Polinézia (Polynésie Française) elnevezés. 1962-ben, a korábban Algériában végzett nukleáris kísérletek helyszínét áttették a Tuamotu-szigetekhez tartozó Mururoa közelébe. A teszteléseket 1974 után már föld alatt végezték. 1977-ben Francia Polinézia részleges belső autonómiát kapott, amelyet 1984-ben kibővítettek. Francia Polinézia 2003-ban vált teljes egészében Franciaország tengerentúli részévé.
1995. szeptemberben hatalmas tüntetések voltak, hogy Franciaország ismét nukleáris kísérleteket kívánt folytatni a Fangataufa atoll közelében egy hároméves moratóriumot követően. A legutolsó tesztet 1996. január 29-én hajtották végre a térségben. Ekkor jelentette be Franciaország, hogy csatlakozik a nukleáris teszteket tiltó nemzetközi egyezményhez, az Átfogó Atomcsend Szerződés Szervezetéhez (Comprehensive Test Ban Treaty) és nem tesztel többé atomfegyvereket.

## Természeti földrajza
Szárazföldjei egy 2 500 000 km²-es óceáni területen vannak elszórva. Összterületük 4167 km². található Francia Polinéziában. Legmagasabb pontja: Mont Orohena, 2241 méter.

### Földrajzi helyzete, részei
A Csendes-óceán délkeleti részén található szigetvilág öt jól elkülöníthető szigetcsoportból áll. A legnagyobb és legnépesebb sziget a Társaság-szigetekhez tartozó Tahiti.
| Zászló | Térkép | Név                | Szigetek száma | Terület  | Lakosság (fő) |
| ------ | ------ | ------------------ | -------------- | -------- | ------------- |
|        |        | Társaság-szigetek  | 13 sziget      | 1647 km² | 163 000       |
|        |        | Tuamotu-szigetek   | 76 atoll       | 850 km²  | kb. 15 000    |
|        |        | Marquises-szigetek | 10 sziget      | 1274 km² | 8632          |
|        |        | Ausztrál-szigetek  | 7 sziget       | 148 km²  | 6669          |
|        |        | Gambier-szigetek   | 26 sziget      | 31 km²   | 986           |

Francia Szél felőli szigeteken (Îles du Vent) nemcsak Tahiti nevezetes, de néhány további sziget, atoll és szigetcsoport is:
- Ahe,
- Hiva Oa,
- Maiao,
- Mehetia,
- Moorea,
- Nuku Hiva,
- Tetiaroa,
- Tubuai.

A Francia Szélcsendes-szigetek (Îles Sous-le-Vent) fontosabb tagjai:
- Huahine
- Raiatea
- Tahaa
- Bora Bora
- Tupai
- Maupiti
- Motu One (Bellinghausen)
- Manuae

Marquises-szigetek
- Nuku Hiva
- Ua Pou
- Ua Huka
- Eiao
- Hatutu
- Motu Iti
- Motu One
- Hiva Oa
- Tahuata
- Fatu Hiva
- Fatu Huku
- Mohotane

Ausztrál-szigetek
- Mária-szigetek (Îles Maria)
- Rimatara
- Rurutu
- Tubuai
- Raivavae vagy Raevavae
- Bass-szigetek:
  - Rapa Iti és
  - Marotiri.

Gambier-szigetek
- Acteon szigetcsoport
  - Tenararo,
  - Vahanga,
  - Tenarunga,
  - Matureivavao és a közeli
- Temoe-atollcsoportot
  - Tenararo,
  - Vahanga,
  - Tenarunga,
  - Matureivavao is.

A szűkebb értelemben vett Gambier-szigetek közül vulkán eredetű:
- Mangareva,
- Akamaru,
- Angakauitai,
- Aukena,
- Kamaka,
- Kouaku,
- Makapu,
- Makaroa,
- Manui,
- Mekiro és
- Taravai.

Korallszigetek például:
- Papuri,
- Puaumu,
- Totengengie és
- a Tokorua-szigetcsoport.

A fenti csoportokba be nem sorolt szigetek:
- Dél-Marutea,
- Kelet-Maria,
- Morane és
- Temoe

A Tuamotu-szigetek és a Gambier-szigetek együtt Tuamotu-Gambier-szigetek (fr: (les) (Îles) Tuamotu-Gambier vagy hivatalosan la subdivision administrative des (Îles) Tuamotu-Gambier) néven ismertek.
A Tuamotu-szigetek csoportja nyolc kisebb csoportot foglal magába.

### Éghajlata
A térségben előfordulhatnak viharos ciklonok, főleg januárban. A szigetek között vegyesen van lapos, amelynek zátonyos a partja, illetve van amelyik felszíne egyenetlen, magas hegyekkel tarkított. A Tuamotu-szigetek az egyetlen olyan csoport, amelynek mindegyik szigete lapos.

## Közigazgatása
A szigetcsoport közigazgatásilag 5 részből áll:
- Marquises-szigetek — (franciául: (les) (Îles) Marquises, vagy hivatalosan la subdivision administrative des (Îles) Marquises)
- Szélcsendes-szigetek — (franciául: (les) Îles Sous-le-Vent vagy hivatalosan la subdivision administrative des Îles Sous-le-Vent) (a Társaság-szigetek része)
- Szél felőli szigetek — (franciául: (les) Îles du Vent vagy hivatalosan la subdivision administrative des Îles du Vent) (a Társaság-szigetek része)
- Tuamotu-Gambier-szigetek — (franciául: (les) (Îles) Tuamotu-Gambier vagy hivatalosan la subdivision administrative des (Îles) Tuamotu-Gambier) (A Tuamotu-szigetek és a Gambier-szigetek)
- Ausztrál-szigetek — (franciául: (les) (Îles) Australes vagy hivatalosan la subdivision administrative des (Îles) Australes) (ide tartoznak a Bass-szigetek)

## Népessége, nyelvek, vallások

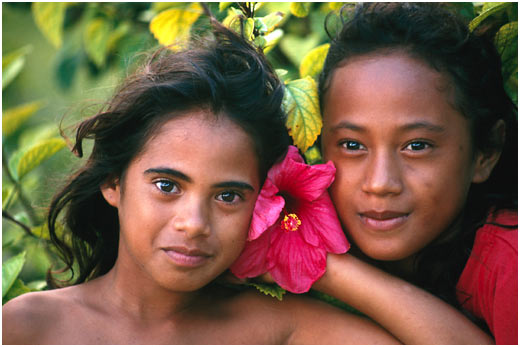
Tahiti lányok

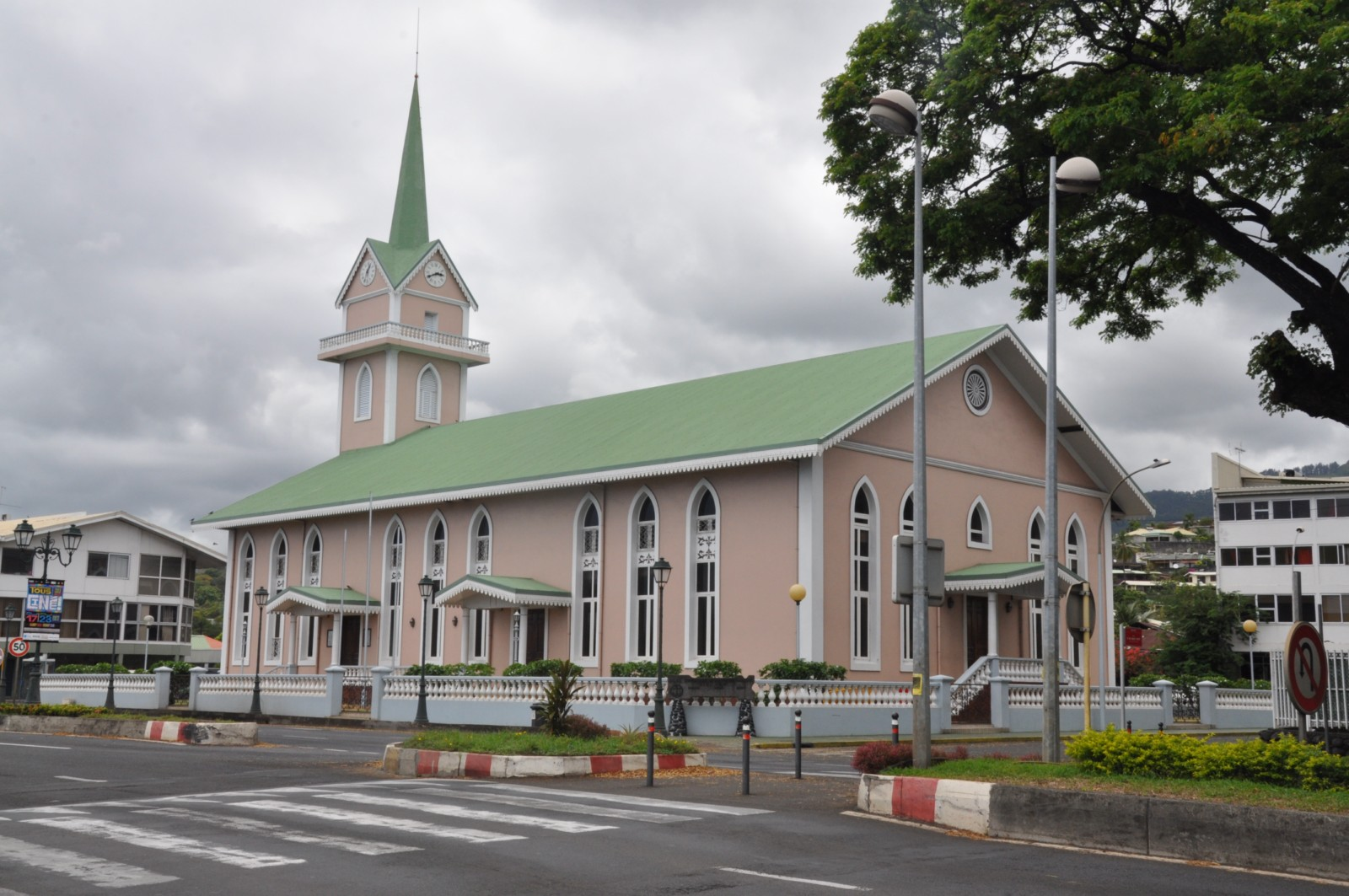
Protestáns templom, Papeete

### Népessége
A lakosság 78%-a polinéz. A polinézek különböző törzsekből állnak. Ők az eredeti őslakosság leszármazottai. A többiek mindannyian bevándorlók. Az ázsiaiak aránya 12%, főleg kínai. Az európaiak mind francia származású fehérek. A franciák aránya 10 %. A franciákon belül az úgynevezett helyi franciák 6, míg a városi (később bevándorolt) franciák 4 %-ot tesznek ki.
Francia Polinézia teljes lakosságának 61%-a Tahitin, Papeetében vagy környékén él. A legritkábban lakottak az Ausztrál-szigetekhez tartozó Gambier-szigetek, amelyek többsége lakatlan.
2010. január 1-jén az össznépesség 267 000 fő volt, ami a 2007-es népszámlálás adataihoz képest (259 596 fő) növekedésnek számít. A 2007-es népszámláláskor a lakosság 68,6%-a Tahiti szigetén élt. A főváros, Papeete város lakossága 131 695 fő volt.
A lakosság 87,3%-a született Francia Polinéziában, 9,3% Franciaországban, 1,4% Franciaország egyéb tengerentúli területein és 2,0% külföldi országokban. Az 1988-as népszámláláskor feltett etnikai hovatartozást kérdező kérdésre a lakosság 66,5%-a vallotta magát tiszta polinéznek, 7,1% keveredett polinéznek, 11,9% európainak (főleg franciának), 9,3% francia és polinéz keveréknek (ún. "demis"-nek (szó szerint "fél") és 4,7% kelet-ázsiainak (főleg kínainak).
Az európaiak, a demik és a kínaiak főként Tahiti szigetére koncentrálódtak, azon belül is főleg Papeete városba, így itt sokkal magasabb az arányuk, mint Francia Polinézia egyéb területein. Annak ellenére, hogy a különböző kisebbségek keveredésének már hosszú történelme van, az elmúlt években megnőttek az etnikai feszültségek azáltal, hogy a politikusok idegenellenes beszédeket tartanak és nacionalista zászlókat lebegtetnek.

#### A népesség alakulása
| 30,600                                  | 31,900  | 31,600  | 35,900  | 40,400  | 44,000  | 51,200  | 58,200  | 63,300  | 76,323 |
| 1962                                    | 1971    | 1977    | 1983    | 1988    | 1996    | 2002    | 2007    | 2010    |        |
| 84,551                                  | 119,168 | 137,382 | 166,753 | 188,814 | 219,521 | 245,516 | 259,596 | 267,000 |        |
| Korábbi hivatalos népszámlálási adatok. |         |         |         |         |         |         |         |         |        |

#### Nyelvek

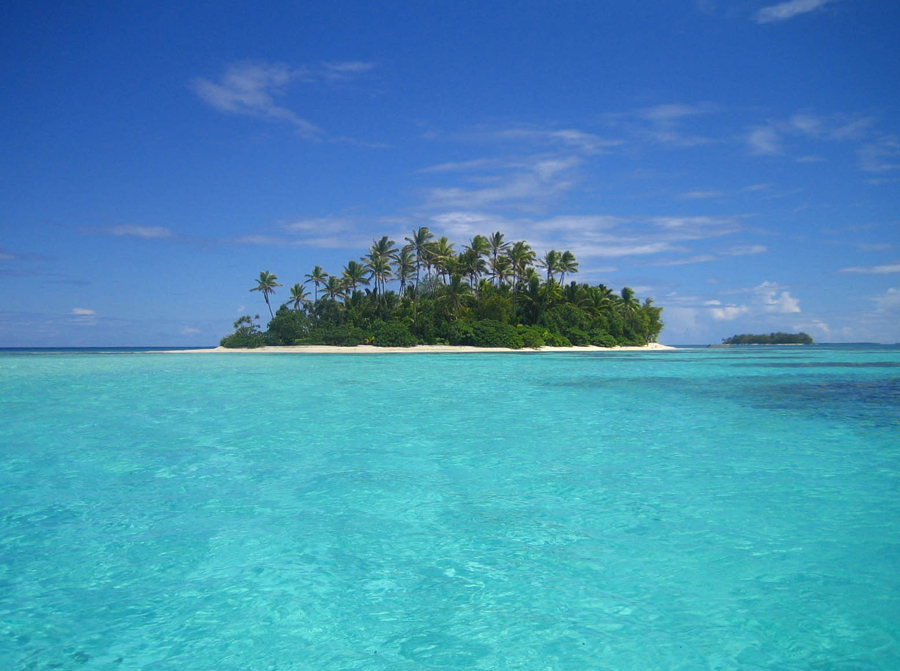
Tauna a Gambier-szigetek közül

Polinézia hivatalos nyelve a francia. Egy 1996. április 12-ei organikus törvény értelmében "a hivatalos nyelv a francia, a tahiti és más polinéz nyelvet is lehet használni". A 2007-es népszámlálás szerint a 15 évesnél idősebb lakosság 68,5% leginkább a franciát használja otthon, és ez a szám az egyéb polinéz nyelvek esetében csak 29,9% (ennek 80%-a tahiti). 1,0% jelezte otthon használatos nyelvnek a kínait és 0,6% volt az egyéb nyelv.
Ugyanekkor a 15 évesnél idősebb lakosság 94,7 %-a vallotta, hogy beszél, ír és olvas franciául, amit csupán 2,0 % nem ért. Ugyanezen emberek 74,6 %-a vallotta, hogy ért valamilyen polinéz nyelven, de 13,6 %-uk nem egyetlen polinéz nyelven sem tud.

### Vallások
A kereszténység a szigeteken élő emberek fő vallása: a többség (54%) különböző protestáns egyházhoz tartozik és egy jelentős kisebbség (30%) római katolikus. Francia Polinézia lakosságának több mint a fele a Maohi protestáns egyházhoz tartozik. A Jehova tanúi 2656 hívőt számlált Tahiti szigetén 2011-ben.

## Politikai rendszere

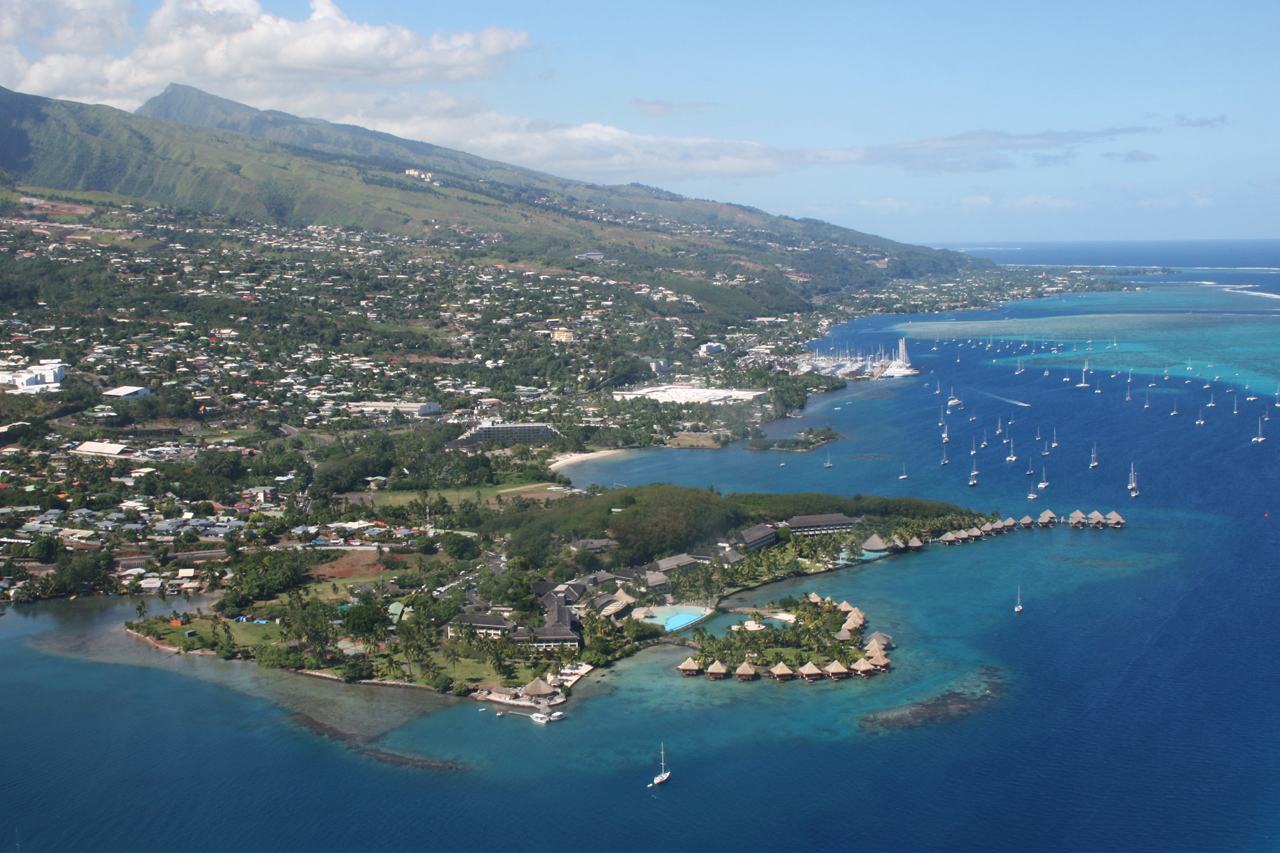
Papeete

Francia Polinéziában a politika Franciaország tengerentúli területeihez tartozó parlamentáris képviseleti demokrácia, amelyben Francia Polinézia elnöke a kormányfő, és egyben egy többpártrendszer vezetője is. A végrehajtó szerv a kormány. A törvényhozó szerv a kormány és a Francia Polinéziai Gyűlés (a területi gyűlés).
A politikai élet a 2000-es évek közepétől bizonytalanság jellemzi. 2007. szeptember 14-én harmadszor is megválasztották elnöknek Oscar Temaru-t, aki a függetlenedés támogatója. Gaston Tong Sang-ot váltotta fel az elnöki tisztségből, aki a függetlenedés ellen volt. Oscar Temaru nem tudott megbízható kormányzati többséget kialakítani a gyűlésen belül, ezért új területi választásokat tartottak 2008 februárjában.

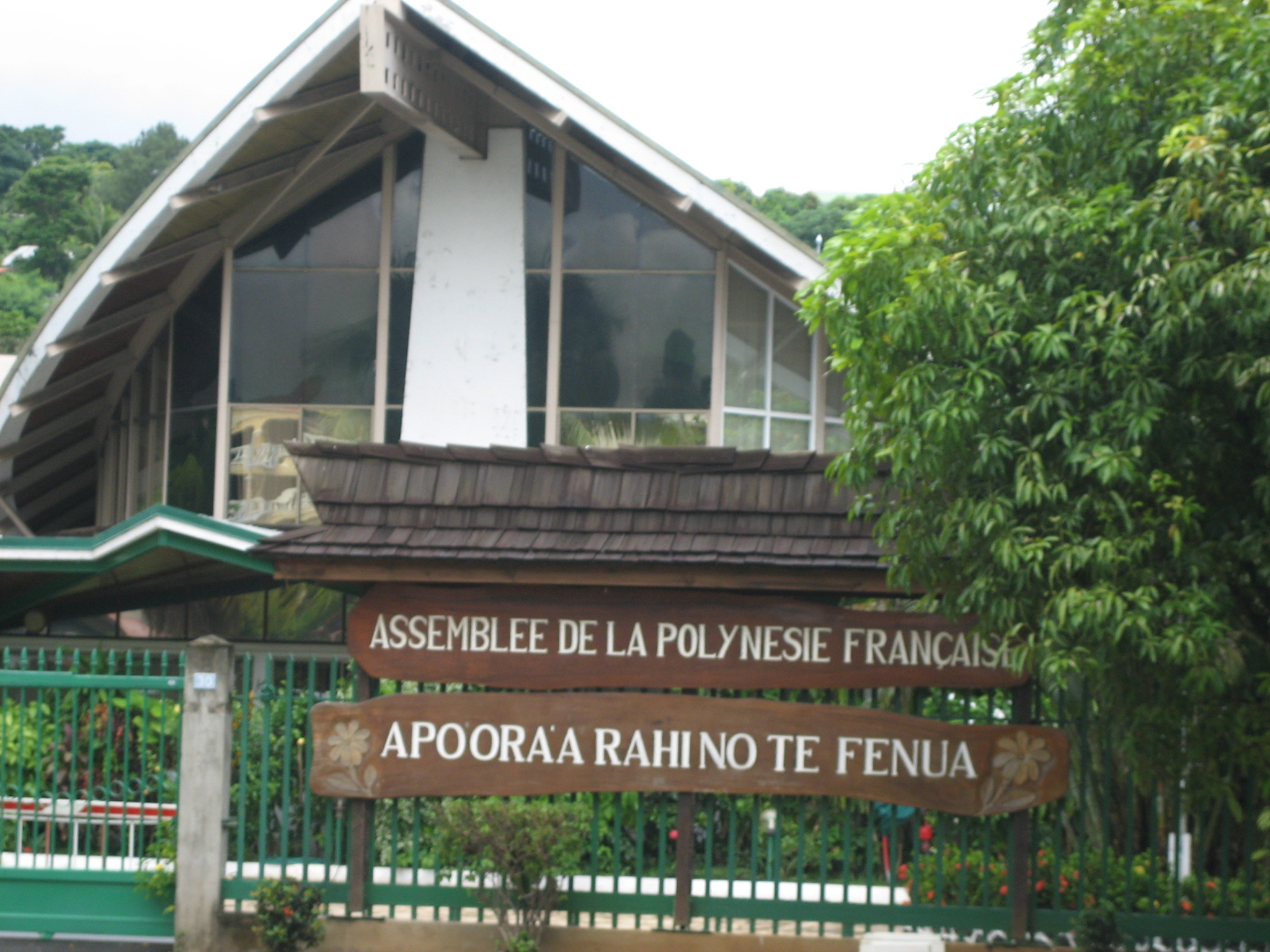
A Francia Polinéziai Gyűlés.

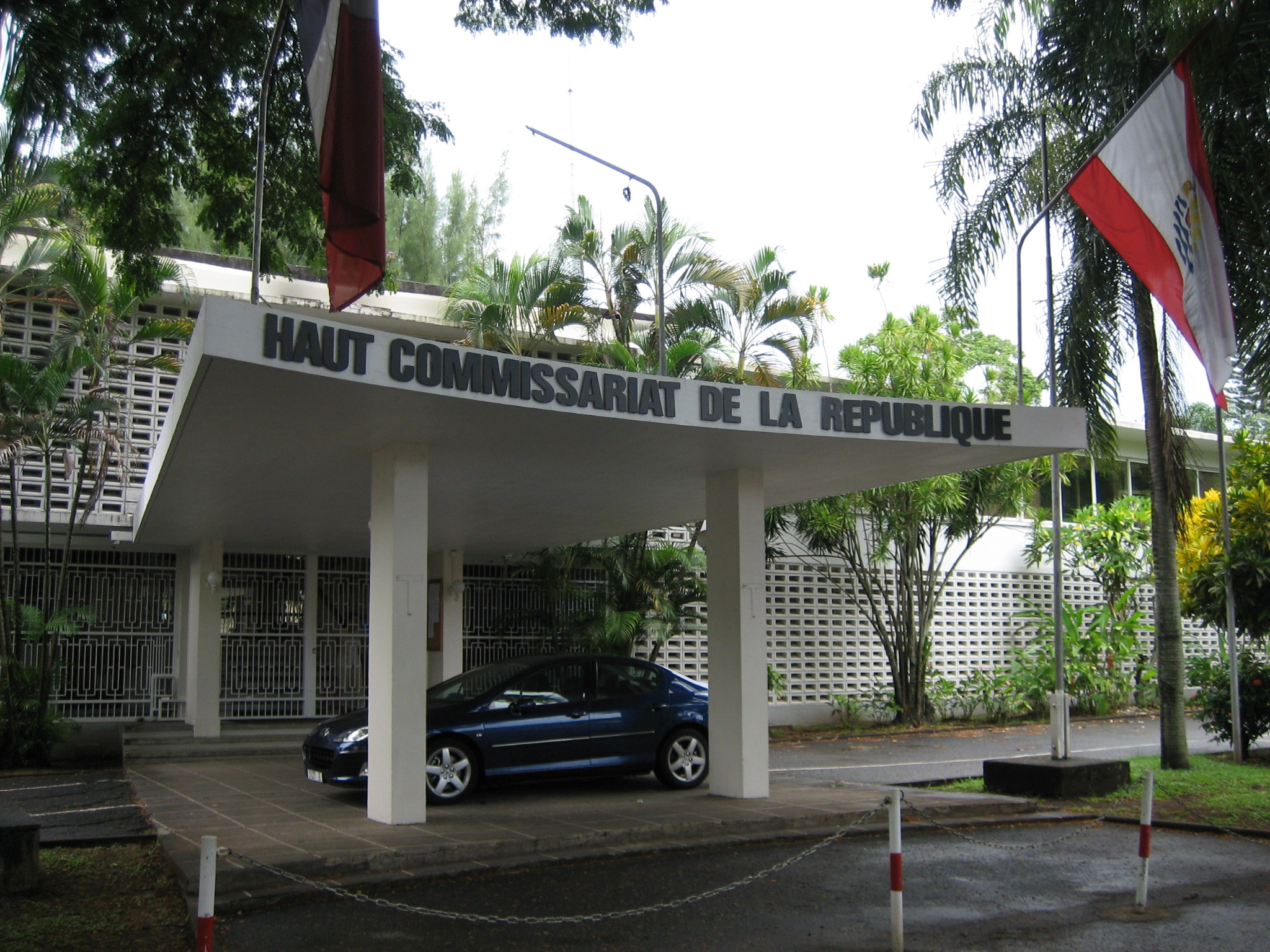
A Francia Köztársaság főbizottsága.

Gaston Tong Sang pártja nyerte meg a választásokat, azonban ez mégsem oldotta meg a válságot: Oscar Temaru és Gaston Flosse két kisebbségben lévő pártja összefogott, hogy megakadályozza Gaston Tong Sang-ot, hogy Francia Polinézia elnöke lehessen. Ezután Gaston Flosse-t választották államfőnek 2008. február 23-án, a függetlenedés párti Oscar Temaru pártjának segítségével, miközben Oscar Temaru-t szónoknak választották a körzeti gyűlésbe, Gaston Flosse függetlenedés ellenes pártjának támogatásával. A kettő koalíciót alakított, azonban sokak szerint ez a szövetség sem volt elég ahhoz, hogy megakadályozzák Gaston Tong Sang elnöki megválasztását.
Gaston Tong Sang kevés többséggel ugyan, de végül megválasztották elnöknek. A kabinetébe pozíciót ajánlott Flosse és Temaru pártjai számára, amelyet mindketten visszautasítottak. Gaston Tong Sang minden pártot felkért, hogy segítsenek csökkenteni a politikai bizonytalanságot, elsősorban azért, hogy a külföldi befektetéseket elősegítsék, valamint azért, hogy a helyi gazdaságot fejlesszék.
Annak ellenére, hogy Francia Polinézia saját gyűléssel és kormányzattal bír, nem Franciaország társult állama, mint az Amerikai Egyesült Államokhoz tartozó Északi-Mariana-szigetek, vagy az Új-Zélandhoz tartozó Cook-szigetek. Franciaország tengerentúli területeként a helyi kormánynak nincs beleszólása a törvényhozásba, oktatásba, honvédelembe, amelyet közvetlenül a francia állam, a rendőrség és a katonaság irányít. A terület legmagasabb rangú képviselője a Francia Polinézia főbiztosa (fr: Haut commissaire de la République).
Francia Polinézia két képviselőt küld a francia nemzetgyűlésbe. Egyikőjük területéhez tartozik: Szélcsendes-szigetek közigazgatási területe, az Ausztrál-szigetek közigazgatási területe, Mo'orea-Mai'ao települések, és Tahiti legnyugatibb területe (a fővárost, Papeetét is beleértve). A másikuk képviseleti területei: Tahiti középső és keleti része, a Tuamotu-Gambier-szigetek közigazgatási területe és a Marquise-szigetek közigazgatási területe. Francia Polinézia egy szenátort is küld a Francia szenátusba.
A francia polinéziai emberek a francia elnökválasztáskor is szavaznak. 2007-ben a függetlenedés pártiak a szocialista jelöltre, Ségolène Royalra, míg a függetlenedést ellenzők a jobbközép értékeket képviselő Nicolas Sarkozy-re adták le voksukat. A francia polinéziai emberek Nicolas Sarkozy-nek szavaztak nagyobb bizalmat.

## Gazdasága

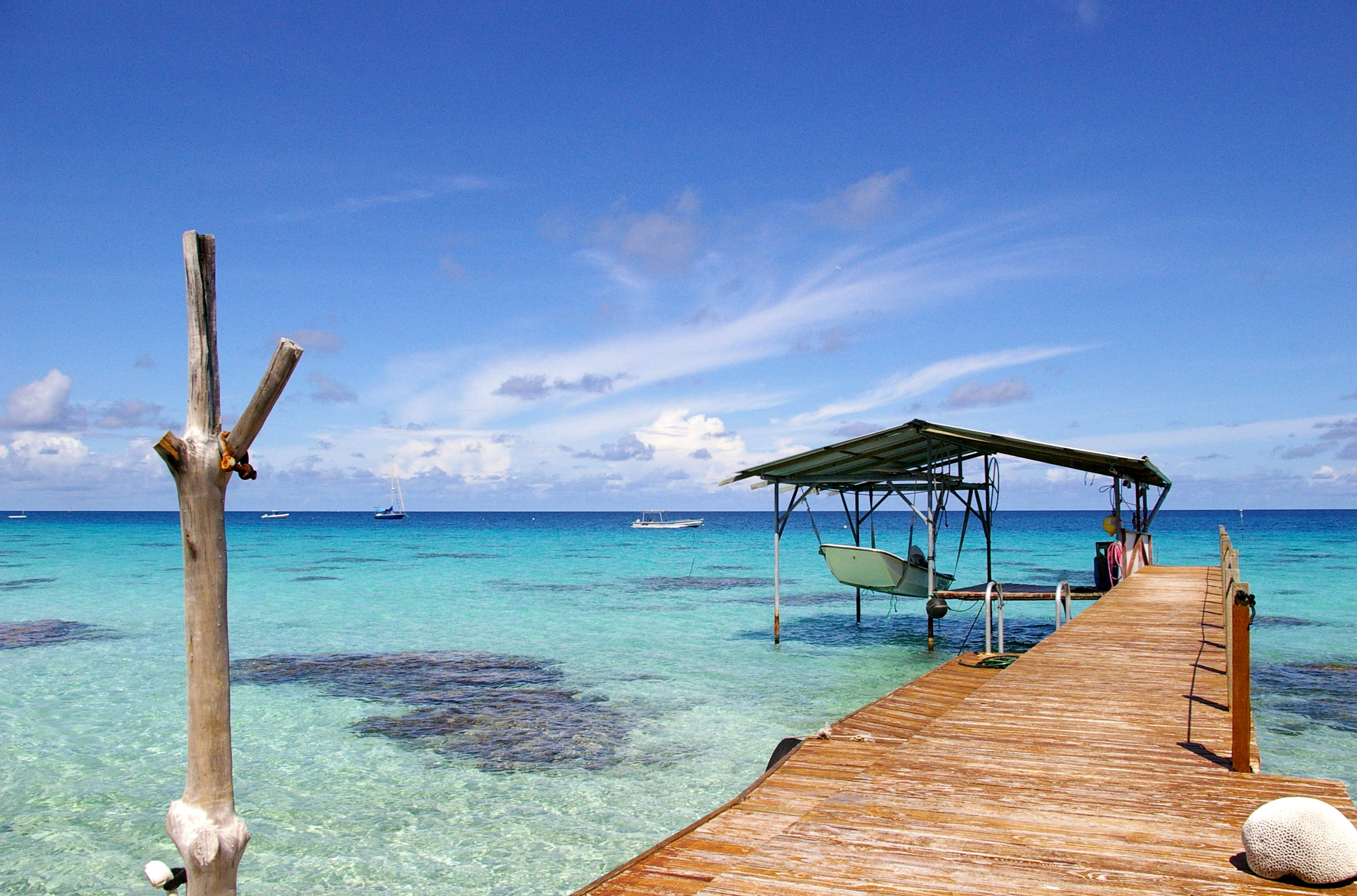
Lagúna a Tuamotu-szigeteken

A szigetvilág Óceánia ötödik legnagyobb gazdasága. A francia nukleáris kísérleti telep bezárásáig jelentős támogatást kaptak a francia kormánytól, a telep beszüntetése óta a legfőbb bevételi forrás a turizmus, amely a bevételek mintegy negyedét teszi ki.

### Mezőgazdasága
A mezőgazdaság főként a helyi igényeket elégíti ki, kivitelre koprát és vaníliát termelnek. Jelentős a halászat. A tengert a halászaton kívül igazgyöngy-tenyésztésre is hasznosítják.

### Ipara
A könnyűipar a mezőgazdaság terményeit dolgozza fel.

### Turizmusa

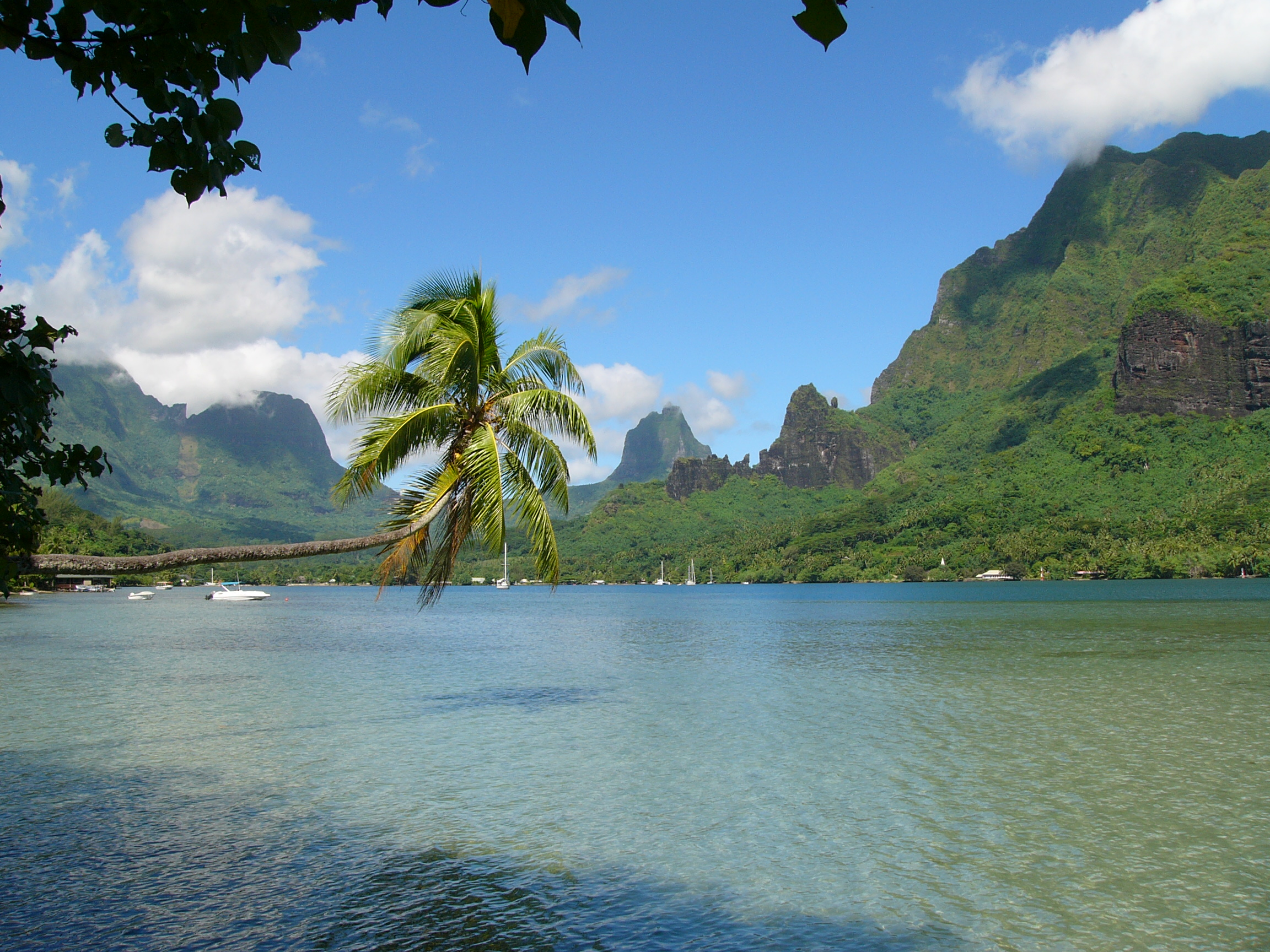
Cook-öböl, Moréa, Társaság-szigetek

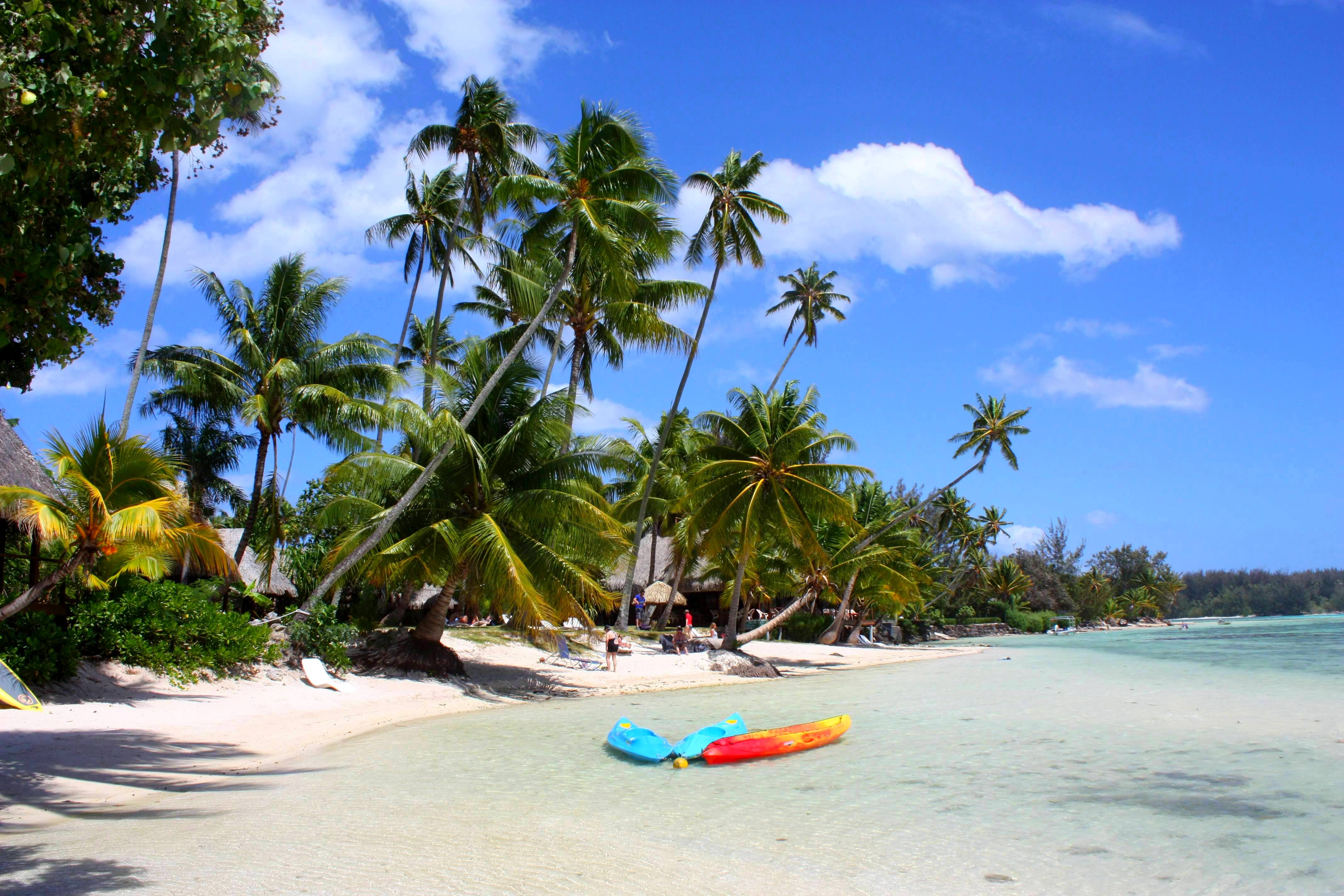
A Moréa-sziget partja

A turizmus fontos jövedelemforrás Francia Polinézia számára. Az észak-amerikai és európai nászutasok kedvelt célpontja. Népszerűek a vízi tevékenységek (strandolás, hajókázás, búvárkodás, sznorkelezés, hullámlovaglás). Emellett a meseszép tengerpartok, a tengeri állatokkal való együttúszás, a trópusi, hegyvidéki természeti környezet, a csodálatos naplementék, a vízesések stb. mind vonzóvá teszik ezt a távoli szigetvilágot.
Javasolt oltások Francia Polinéziára utazóknak:
- Hastífusz
- Hepatitis A
- Hepatitis B

## Közlekedése
A szigetvilág jellegből adódóan a közlekedés két fő ága a légiközlekedés és a hajózás.

### Légi
Francia Polinéziában 53 repülőtér található, ebből 46 van aszfaltozva. Az egyetlen nemzetközi repülőtér a szigeteken a Fa'a'ā nemzetközi repülőtér. Minden egyes szigetnek van saját repülőtere, amelyről el lehet jutni a többi szigetre. Az Air Tahiti a fő légitársaság, amely a szigetek között közlekedik. Akár havi bérlet is vásárolható a társaságnál.

### Egyéb
Az utóbbi években [mikor?] ugyan lecsökkent, a luxushajózás továbbra is jelentős a térségben.
Tahiti és Moorea szigetek között naponta három komp indul.[mikor?]
Közutak hossza: 792 km

## Média
A szigeteken 3 televízióadó van: RFO Tempo Polynésie, RFO Télé Polynésie des Senders Réseau France outre-mer és TNTV (Tahiti Nui TV).

## Sportélete
Huahine szigetről indul minden év októberében a Hawaiki Nui Va’a kenuverseny, amely a Dél-Csendes-óceán legnagyobb ilyen jellegű versenye. Az 1992 óta megrendezésre kerülő, több mint 100 kenu csapatot felvonultató verseny összeköti Huahine, Raiatea, Tahaa és Bora Bora szigeteket. A három etapos verseny során a versenyzők összesen 130 km-t kenuznak a Társaság-szigetek Szél felőli szigetcsoport szigetei között.
A csónak kivetővel ellátott kenu, amelynek a tahiti elnevezése Va’a. Új-Zélandon a Waka Ama, Hawaii szigetén a Wa’a elnevezést kapta a kenu. A dél-csendes-óceáni területek egészén a helyi emberek mindenhol kifejlesztették ezt az alapvető közlekedési eszközt fatörzsek kivájásával. Polinéziában a kenukészítést mesteri szintre fejlesztették, ezért vonzza ide a versenyzőket ma már a világ minden tájáról.
Lásd: Tahiti labdarúgó-válogatott